# Annie Johnson Flint
Annie Johnson Flint, född 1866, död 1932, var en sångförfattare och kompositör från USA.

## Sånger
- Gud ger mera nåd

## Fotnoter
1. ↑  Aaron Swartz, Open Library, Open Library-ID: OL2612776A, läst: 9 oktober 2017.[källa från Wikidata]
2. ↑  hymnary.org, Calvin Theological Seminary och Christian Classics Ethereal Library, Hymnary.org-ID: Flint_Annie, läst: 9 oktober 2017.[källa från Wikidata]